# Fadenkanker
Fadenkanker (Nemastomatidae) sind eine Familie der Weberknechte (Opiliones). Die Aufteilung in Gattungen nach genitalmorphologischen Kriterien gelang erst nach den Arbeiten von Roewer (1951), der noch die meisten Arten einer Gattung Nemastoma zuordnete, die auch heute noch die artenreichste in dieser Familie ist.

## Merkmale
Die Fadenkanker erreichen je nach Art eine Körperlänge von einem bis zu sechs Millimetern. Die meisten Arten sind durch sehr lange und dünne Pedipalpen charakterisiert. Den Pedipalpen fehlen Tarsalkrallen. Die Chelizeren sind von durchschnittlicher Größe. Die Länge der Beine variiert innerhalb einer großen Bandbreite zwischen den Arten. Bezeichnend für die Nemastomatidae sind die sogenannten Kugelhaare auf Femur, Tibia und Tarsen.

## Vorkommen
Die Familie hat ein disjunktes holarktisches Verbreitungsgebiet. Große Formenfülle erreicht sie mit der Unterfamilie Nemastomatinae im Westen der Paläarktis. Hier ist sie in ganz Europa bis Island verbreitet. Viele Arten leben in begrenzten Arealen in Gebirgen südlicherer Breiten, wie dem Kaukasus, dem Atlas in Nordafrika, von Anatolien bis in den nördlichen Iran und teilweise auch in Zentralasien bis zum Himalaya.
Im Osten der Paläarktis sowie in der Nearktis ist der Formenreichtum geringer, die dort lebenden Fadenkanker gehören zur Unterfamilie Ortholasmatinae. Sie leben an beiden Küsten des Pazifiks, einerseits an der Westküste Nordamerikas zwischen Mexiko und Britisch-Kolumbien in Kanada, andererseits in Ostasien (Japan und Nordthailand).
In Europa ist diese Familie mit 56 Arten vertreten, Mitteleuropa weist 17 Arten auf, in Deutschland sind bisher nur neun Arten aus vier Gattungen nachgewiesen, nämlich: 
- Schwarzer Zehndorn (Histricostoma dentipalpe) – Alpen
- Mitteleuropäischer Fadenkanker (Mitostoma chrysomelas)
- Westlicher Silberfleckkanker (Nemastoma bimaculatum)
- Keulen-Zweizahnkanker (Nemastoma bidentatum)
- Einzahnmooskanker (Nemastoma dentigerum)
- Östlicher Silberfleckkanker (Nemastoma lugubre)
- Schwarzer Mooskanker (Nemastoma triste)
- Großer Schwarzer Zweidorn (Paranemastoma bicuspidatum) – Alpen
- Vierfleckiger Fadenkanker (Paranemastoma quadripunctatum)

In den Alpen sind einige Arten endemisch, darunter der Alpen-Fadenkanker (Mitostoma alpinum) und der Schwarze Zweidorn (Paranemastoma bicuspidatum).

## Lebensweise
Die Fadenkanker ernähren sich von Insekten und Milben. Sie leben meist in Bodennähe unter Holz, Laub oder Steinen. Oft sind sie in Gebirgsgegenden zu finden, wo der Verbreitungsraum einzelner Arten auf dieses Gebirge beschränkt bleibt.

## Systematik
Der älteste fossile Fund eines Exemplars, das der Familie der Fadenkanker zugeschrieben worden ist, stammt aus der Kreidezeit (Albium) vor rund 100 Millionen Jahren. Die von einem Bernsteinfund aus Myanmar bekannte Art wurde 2005 von Gonzalo Giribet und Jason A. Dunlop unter dem Namen Halitherses grimaldii beschrieben und der Unterfamilie Ortholasmatinae zugeordnet. Spätere Analysen, auch anhand von Neufunden dieser Art, führten aber zu einer Neueinordnung in eine eigene Familie Halithersidae (Dyspnoi incertae sedis). Ein älterer Fund aus dem Perm (Rotliegend der Goldlauterer Schichten in Friedrichroda) aus Thüringen wurde vom Erstbeschreiber 1957 als Rhabdotarachnoides simoni ebenfalls zu den Fadenkankern gestellt. Spätere Untersuchungen haben ergeben, dass es sich nicht um einen Weberknecht handelt, sondern um ein unidentifizierbares Fragment einer Pflanze.
Im Gegensatz zu vielen anderen Familien der Weberknechte werden die Fadenkanker phylogenetisch als monophyletisch angesehen. Die Familie wird in zwei Unterfamilien eingeteilt, von denen die Nemastomatinae die meisten Gattungen umfassen. Insgesamt sind derzeit 19 Gattungen mit über 170 Arten beschrieben:
- Nemastomatinae
  - Acromitostoma
  - Buresiolla
  - Carinostoma
  - Caucnemastoma
  - Centetostoma
  - Giljarovia
  - Hadzinia
  - Historicostoma
  - Mediostoma
  - Mitostoma
  - Nemaspela
  - Nemastoma
  - Nemastomella
  - Paranemastoma
  - Pyza
  - Vestiferum

- Ortholasmatinae
  - Dendrolasma Banks, 1894
  - Martensolasma Shear, 2006
  - Ortholasma Banks, 1894